# Scoonie Penn
Pour les articles homonymes, voir Penn.
James « Scoonie » Donell Penn, né le 9 janvier 1977 à Brooklyn (New York), aux États-Unis, est un joueur américain de basket-ball. Il évolue au poste meneur.